# Food for Scandal
Food for Scandal è un film muto del 1920 diretto da James Cruze. La sceneggiatura di Edith M. Kennedy si basa su Beverly's Balance, lavoro teatrale di Paul Kester andato in scena in prima a New York al Lyceum Theatre il 12 aprile 1915. Prodotto dalla Realart Pictures Corporation, il film aveva come interpreti Wanda Hawley, Harrison Ford, Ethel Grey Terry, Lester Cuneo.

## Trama
Sylvia Figueroa, un'orfana appartenente ad un'aristocratica famiglia caduta in rovina, ama Watt Dinwiddle, un giovane avvocato che, per superare le proprie difficoltà finanziarie, è partito per San Francisco, dove spera di fare fortuna. Non avendo più sue notizie, dopo qualche tempo Sylvia lo segue in città. A San Francisco, Sylvia cerca disperatamente un lavoro. Dopo alcune settimane, la giovane si trova costretta ad accettare un posto tra le ragazze del corpo di ballo in uno spettacolo di rivista, le Vanities. La sua esibizione incontra un grande successo e lei viene lanciata come "Mabel Flowers, la ragazza che bacia". L'ambiente del teatro di rivista, però, provoca il disgusto in Sylvia che presto lascia il palcoscenico. Nel frattempo, Watt si è dedicato a Jack Horner, un uomo di bassa estrazione sociale diventato molto ricco la cui moglie, non ritenendolo al proprio livello, pensa di divorziare da lui. In cambio della promessa che Horner affiderà i propri affari legali al giovane avvocato, Sylvia accetta di passare per la sua amante così da agevolare la causa di divorzio. Tuttavia, Nancy si renderà conto che l'amore per il marito è più importante della posizione sociale e deciderà di restare con lui mentre Watt perdona Sylvia per il suo comportamento scandaloso.

## Produzione
Il film fu prodotto dalla Realart Pictures Corporation.

## Distribuzione
Il copyright del film, richiesto dalla Realart, fu registrato il 24 agosto 1920 con il numero LP15475.
Distribuito dalla Realart Pictures Corporation, il film uscì nelle sale statunitensi il 12 settembre 1920.
Non si conoscono copie ancora esistenti della pellicola che viene considerata presumibilmente perduta.